# Idona biforma
Idona biforma är en insektsart som beskrevs av Ruppel och Delong 1952. Idona biforma ingår i släktet Idona och familjen dvärgstritar. Inga underarter finns listade i Catalogue of Life.